# Japanische Badmintonmeisterschaft 2006
Die Japanische Badmintonmeisterschaft 2006 fand vom 15. bis zum 19. November 2006 in Tokio statt. Es war die 60. Austragung der nationalen Titelkämpfe im Badminton in Japan.

## Medaillengewinner
| Disziplin    | Gold                            | Silber                         | Bronze                            |
| ------------ | ------------------------------- | ------------------------------ | --------------------------------- |
| Herreneinzel | Shoji Sato                      | Yōsuke Nakanishi               | Kazuteru Kozai                    |
| Herreneinzel | Shoji Sato                      | Yōsuke Nakanishi               | Jun Takemura                      |
| Dameneinzel  | Eriko Hirose                    | Kaori Mori                     | Yoshimi Hataya                    |
| Dameneinzel  | Eriko Hirose                    | Kaori Mori                     | Yu Hirayama                       |
| Herrendoppel | Shintarō Ikeda Shūichi Sakamoto | Keishi Kawaguchi Naoki Kawamae | Noriyasu Hirata Takao Yone        |
| Herrendoppel | Shintarō Ikeda Shūichi Sakamoto | Keishi Kawaguchi Naoki Kawamae | Keita Masuda Tadashi Ohtsuka      |
| Damendoppel  | Kumiko Ogura Reiko Shiota       | Satoko Suetsuna Miyuki Maeda   | Tomomi Matsuda Aki Akao           |
| Damendoppel  | Kumiko Ogura Reiko Shiota       | Satoko Suetsuna Miyuki Maeda   | Aya Wakisaka Ikue Tatani          |
| Mixed        | Keita Masuda Miyuki Maeda       | Tōru Matsumoto Miyuki Tai      | Daisuke Yamashita Masami Yamazaki |
| Mixed        | Keita Masuda Miyuki Maeda       | Tōru Matsumoto Miyuki Tai      | Hajime Komiyama Tomomi Matsuda    |